# Sungai Dusun (Rantau Rasau)
Sungai Dusun is een bestuurslaag in het regentschap Tanjung Jabung Timur van de provincie Jambi, Indonesië. Sungai Dusun telt 285 inwoners (volkstelling 2010).